# 威廉·库珀 (帆船运动员)
威廉·亨廷·“比尔”·库珀（英語：William Hunting "Bill" Cooper，1910年8月4日—1968年3月19日），美国男子帆船运动员。他曾代表美国参加1932年夏季奥林匹克运动会帆船比赛，获得8米级金牌。